# Yvette de Fonclare
Pour les articles homonymes, voir Adam (homonymie).
Yvette de Riols de Fonclare, née Yvette Adam dite Yvette ou Vette de Fonclare, née le 3 juillet 1937 à Essey-lès-Nancy et morte le 27 avril 2025 à Salon-de-Provence,, est une écrivaine spécialisée dans la littérature jeunesse et poétesse française.

## Biographie
Vette de Fonclare, diplômée de lettres classiques, est d'abord professeure de français. Dans les années 1970, elle s'installe à Lambesc, en Provence, où elle demeure établie. Elle se tourne vers l'écriture en créant plusieurs romans et de nombreux poèmes. Elle est la mère de l'écrivain Guillaume de Fonclare. En 1978, le père de son fils, pilote d’essai à l'Aérospatiale, meurt dans un accident d'hélicoptère.
L'un de ses poèmes, L'Autruche, en forme de calligramme, est étudié dans les manuels de français des classes de 6e de collège (Lettres vives, éditions Hachette éducation).

## Polémique
En 1979, elle écrit un roman pour la jeunesse, L'Enfant des étoiles, dont l'histoire relate la rencontre entre des enfants et un jeune extraterrestre perdu sur la Terre. Le récit pourrait avoir été plagié, selon l'auteure Yvette de Fonclare, pour la réalisation du film E.T. l'extra-terrestre réalisé en 1982. En février 1981, Yvette de Fonclare avait envoyé son manuscrit à la société The Walt Disney Company dans l'espoir de voir naître un film d'après son œuvre. La scénariste Melissa Mathison du film E.T. l'extra-terrestre, travaillait chez Walt Disney Company quand madame de Fonclare envoya son manuscrit. Cette dernière émet l'hypothèse du plagiat de son ouvrage si ce n'est une très forte coïncidence,.

## Œuvres
- 1979 : L'Enfant des étoiles, Bibliothèque rose, éditions Hachette.
- 1990 : Les Fées sont folles à Farlidon, Bibliothèque rose, éditions Hachette.
- 1990 : L’écharpe d’Iris, Livre de poche jeunesse, éditions Hachette.
- 1991 : Hippolyte le Dragon et autres contes, éditions Nathan.
- 2009 : Ma Provence, éditions Société des écrivains.